# Maria Helena Diniz
Maria Helena Diniz Carvalho (n. 1956) es una jurista, traductora,  y profesora brasileña. Actualmente ocupa la cátedra de profesora titular de Derecho Civil en la Pontificia Universidad Católica de São Paulo, donde en 1974, obtuvo su maestría, y el doctorado, en 1976. Es autora de más de cuarenta libros y artículos en el área del Derecho, principalmente en el área civil.
Dicta clases de Derecho Civil, Filosofía del Derecho y la Teoría General de los cursos de Postgrado en Derecho PUCSP, donde también es Coordinadora del subárea de Derecho Civil Comparado en el Posgrado en Derecho.
Es antiabortista.

## Principales obras publicadas
*
 Lei de Locaçoes de imoveis urbanos, comentada. 11ª edición	de Saraíva, 578 pp. ISBN 8502082280 2010
* Estado atual do Biodireito. 6ª edición de Saraiva, 938 pp. ISBN 8502075985 2009
* Compêndio de Introdução à Ciência do Direito. 20ª edición de Saraíva. 596 pp. ISBN 8502076507 2009 
* Responsabilidade civil por dano ao meio ambiente. ISBN 8520334814 2009
* Dicionário Jurídico. 4 volúmenes. 4.059 pp. ISBN 9788502071841 2008
* Direito de empresa. Volumen 8 de Curso de direito civil brasileiro. Editor Saraiva. 960 pp. ISBN 8502017977 2008
* Sistemas de Registros de Imoveis. 7.ª edición revisada, editor Saraiva, 666 pp. ISBN 8502064789 2007
* Direito Fundacional. 2ª edición de Juárez De Oliveira, 90 pp. ISBN 8574536237, 2007
* Lei de introduçao ao Código Civil Brasileiro inter. 12ª edición de Saraíva.  522 pp. ISBN 8502056379, 2007
* As lacunas no Direito. 8ª edición de Saraíva, 317 pp. ISBN 8502056387, 2007
* Norma Constitucional E Seus Efeitos. 7.ª edición ilustrada, editor Saraiva, 185 pp. ISBN 8502056395 2006
* Curso de direito civil brasileiro: Direito das coisas. Volumen 4 de Curso de direito civil brasileiro. Editora Saraiva, ISBN 8502017977 2005
* Compêndio de introdução à ciência do direito: à luz da Lei n. 10.406/2002. 17ª edición de Saraiva, 587 pp. ISBN 8502049984 2005
* Novo código civil comentado. Autores alexandre Guedes Alcoforado Assunção, carlos alberto Dabus Maluf, joel Dias Figueira Júnior, jones Figueirêdo Alves, maria helena Diniz, mário luiz Delgado Régis, regina beatriz Tavares da Silva, zeno Veloso. 2ª edición de Saraiva, 1.899 pp. ISBN 8502043277 2004
* Responsabilidade civil. Volumen 7 de Curso de direito civil brasileiro. 7.ª edición de Saraiva, 461 pp. ISBN 8502003720 2003
* Comentarios ao Código Civil, vol.22 : Arts. 2028 a 2046. Parte especial. Volumen 22. Editor Saraiva, 650 pp. ISBN	8502041193 2003
* Curso de Direito Civil Brasileiro - Teoria Geral do Direito Civil. 21ª edición de Editora Saraiva, 509 pp. ISBN 8502045407 2003
* Teoria das obrigações contratuais e extracontratuais. Volumen 3 de Curso de direito civil brasileiro. Editor Saraíva. ISBN 8502017977 2003
* Direito de familia. Volumen 5 de Curso de direito civil brasileiro. Editora Saraiva. ISBN 8502017977 2003
* Fiança. Fidúcia e alienação fiduciária em garantía. Penhor. Hipoteca. Anticrese. Transação. Compromisso. Jogo e aposta. Contratos desportivos. Contratos administrativos. Contratos no direito internacional público. Contratos eletrônicos. Volumen 5 de Tratado teórico e prático dos contratos. 5ª edición de Saraiva, ISBN 8502042548 2003
* Know-how ou contrato de importação de tecnología. Franquia ou franchising. Faturização ou factoring. Engineering. Sociedade e associação. Consórcio. Parceria marítima. Transporte. Seguro. Contrato de capitalização. Contratos bancários. Volumen 4 de Tratado teórico e prático dos contratos. 5ª edición de Saraíva, ISBN 8502042548 2003
* Atualidades Jurídicas 3. Editor Saraíva. 408 pp. ISBN 8502033514 2002
* Código Civil Anotado - Lei Nº 10.406. 12ª edición	de Saraíva. 1.656 pp. ISBN 8502056506, 2002
* Liçoes de Direito Empresarial. Editor Saraíva. 318 pp. ISBN	8502092782, 2001
* Dicionario Jurídico. Editora Saraíva, 1998, 4 pp. ISBN 8502027468, 1998
* Código civil anotado. 3ª edición. Editor Saraiva, 1.266 pp. 1997
* Conflito de normas. 2ª edición de Saraiva, 107 pp. ISBN 8502019848 1996
* Tratado teórico e prático dos contratos: Contrato de hospedagem. Contrato de ajuste ou de engajamento. Contrato de shopping center. Cartão de crédito. Constituição de renda. Empréstimo. Contrato de empréstimo a risco ou câmbio marítimo. Depósito. Mandato. Gestão de negócios. Corretagem. Comissão ... Volumen 3 de Tratado teórico e prático dos contratos. 2ª edición de Saraiva. ISBN 8502016555 1996
* Lei de Introdução ao Código Civil brasileiro interpretada. 2. Editó São Paulo: Saraiva, 1996
* Direito das successões. Volumen 6 de Curso de direito civil brasileiro. 7.ª edición de Saraiva, 273 pp. ISBN 8502003712, 1993
* Curso de Direito Civil Brasileiro - Teoria Geral das Obrigações. 2ª edición de Saraiva, ISBN 8502020072 1985
* Direito das sucessões. Volumen 6 de Curso de direito civil brasileiro. 5ª edición de Saravía, 269 pp. 1989
* A ciência jurídica. 3ª Edición de Saraiva, 184 pp. ISBN 8502015214 1984
* As Lacunas no Direito. Editora Revista dos Tribunais, 271 pp. ISBN 8520300898 1981
* Conceito de norma jurídica como problema de essência. 2ª edición Revista dos Tribunais, 151 pp. 1979
* Constituição de 1988: Legitimidade, Vigência, Eficácia e Supremacia. Editora Atlas, 132 pp. ISBN 8522404917 1989

## Honores
Miembro de
- Associação Paulista dos Magistrados.[7]